# 什伍连坐法
什伍連坐法，即什伍連坐，亦鄰里連坐，是刑法、連坐法的一種。秦律繼承規定為連坐制度之一，其他為同居連坐、職務連坐等。該制度為秦貫徹法家重刑理論，所實行廣泛的株連制度。後來的里甲制即由此發展而來，是專制時代控制人身自由的基層組織形式。

## 起源與發展
早在春秋時期，齊國就推行什伍制，十家為什，五家為伍，什長和伍長負責閭里治安，要求發現形跡可疑人士就要上報，使「奔亡者無所匿，遷徙者無所容」。而衛國吳起《吳子兵法》內闡述其軍事化禮法要求，就有主張要按照同鄉同里編組、同什同伍相互聯保的形式對軍隊實行嚴管。而出身為衛國君主庶子的商鞅，受吳起影響很大，因而也在後來實踐上採用其理論:211。 
公元前356年在秦國的商鞅變法，施行戶籍制度將全國每五戶編成一伍，十戶編成一什，將五家或十家搆成一個聯保組織，指使人們互相監視。如有「什」「伍」之中一戶犯罪，其他戶必須及時告發，告發者有賞；不告密者，連坐腰斬。告密者得到的赏赐与在戰場上斩获敵人首級等同，而知情不报者受到的惩罚，等同于「投降敌人」一樣的處罰。

### 秦對六國諸侯施行
秦建立一統帝國後，原六國貴族、豪強大姓，無論在原籍或遷徙關中/其他地區，均被施以什伍法而強制分戶，成為什伍之民，相互連坐，原有侯爵家室及附庸們難以同聚共居。而原六國的普通農民，也因其故俗，在不經意間觸犯秦的什伍法而身陷囹圄。

## 目的
在奉行重刑主義的法家看來，該法律是要在人們心中植下恐懼，使人不敢以身試法，而增強法律效果，以驅使民眾致力於耕戰，實現諸侯國富國強兵的目的。而在這種以控制人身為目標的嚴密管束系統下，人口的自由流動基本無法發生；於統治者來說，不僅是保證社會秩序的穩定，也是穩固了統治治下的賦稅、徭役、兵役基礎。